# Ultima Parano
Ultima Parano est une série de bande dessinée française de science-fiction des Français JB (scénario), Gess (storyboard) et Steph (dessin et couleurs). Lancé par Delcourt en 2002, elle est interrompue dès la premier volume.

## Albums
- Delcourt, collection « Neopolis » :

1. Ghosttown Gangsters, 2002  (ISBN 2-84055-460-7).

### Documentation
- Pascal Paillardet, « Hackers et à cris », BoDoï, no 56,‎ octobre 2002, p. 14.
- Arnaud d' Ussel, « Ultima parano T1 : Ghosttown Gangsters », sur Planète BD, 17 mai 2003.